# جيوسيبي أغويراو
جيوسيبي أغويراو (21 مايو 1983 ببادن في سويسرا - ) هو لاعب كرة قدم سويسري في مركز الدفاع. لعب مع سسكا صوفيا وكييفو فيرونا ونادي آراو ونادي بانيتوليكوس ونادي بيلينزونا ونادي فادوتس ونادي فوجيا ونادي كارلسروه ونادي شنجن وAS Melfi ‏ وSS Racing Club Roma ‏.

## روابط خارجية
- جيوسيبي أغويراو على موقع قاعدة بيانات كرة القدم.إي يو (الإنجليزية)
- جيوسيبي أغويراو على موقع بيانات كرة القدم. دي إي (الألمانية)
- جيوسيبي أغويراو على موقع Soccerway.com (الإنجليزية)
- جيوسيبي أغويراو على موقع عالم كرة القدم.نت (الإنجليزية)